# Abeokuta Norte
Abeokuta Norte é uma Áreas de Governo Local no Ogun (estado), Nigéria. Sua sede fica na cidade de Akomoje, perto de Abeokuta.
Possui uma área de 808 km ² e uma população de 198.793 no censo de 2006.
A área do governo local inclui a Represa Oyan, uma importante fonte de água para as cidades de Lagos e Abeokuta.
As comunidades que dependem do lago Oyan para a pesca e abastecimento de água apresentam altos níveis de infecção urinária  Schistosoma.
O código postal da área é 110.